# Sejny
Pour la gmina rurale, voir Sejny (gmina).
Sejny (prononcé [ˈsɛinɨ], en lituanien : Seinai) est une ville de Pologne située dans le powiat de Sejny.